# گیورگیوس واسیلیو
گیورگیوس واسوس واسیلیو (به یونانی: Γιώργος Βασιλείου) (زادهٔ ۲۰ مهٔ ۱۹۳۱) سومین رئیس‌جمهوری قبرس میان سال‌های ۱۹۸۸ تا ۱۹۹۳ بود. او همچنین بازرگانی کامیاب و رهبر حزب دموکرات‌های متحد بود.

## زندگی
پدر او پزشکی کمونیست بود. وی در کودکی چندی را در مجارستان گذراند و در آن کشور شاگرد ایمره نادی بود.
با غائلهٔ مداخلهٔ نظامی شوروی در مجارستان واسیلیو به انگلستان گریخت. در ۱۹۸۸ وی به عنوان کاندیدایی آزاد و با پشتیبانی حزب مترقی خلق کارگر در انتخابات ریاست جمهوری شرکت کرد و بر هماوردش اسپیروس کیپیرانو پیروز شد. اقتصاد قبرس در زمان او رشد نمود وی بنیادگذار اصلاحاتی در این کشور بود. کوشش‌های او و پطرس غالی برای حل بحران قبرس در زمان او به جایی نرسید.
در ۱۹۹۳ او در انتخابات از گلافکوس کلریدس شکست خورد. از آن پس او جنبش دموکرات‌های متحد را بنیاد نهاد و رهبر آنان شد و در ۱۹۹۶ با تغییراتی آن را به حزب مبدل نمود. در ۲۰۰۵ وی از رهبری حزب کناره‌گیری نمود.